# Resolució 1480 del Consell de Seguretat de les Nacions Unides
La Resolució 1480 del Consell de Seguretat de les Nacions Unides fou adoptada per unanimitat el 19 de maig de 2003. Després de reafirmar les resolucions anteriors sobre Timor Oriental (Timor-Leste), en particular les resolucions 1410 (2002) i 1473 (2003), el Consell va ampliar el mandat de Missió de Suport de les Nacions Unides a Timor Oriental (UNMISET) durant un període de dotze mesos fins al 19 de maig de 2004.
El Consell de Seguretat va elogiar els esforços del govern del Timor Oriental i el poble en desenvolupar les institucions per a un estat independent basat en valors democràtics. També va felicitar UNMISET per desenvolupar infraestructures, administracions públiques, agències policials i capacitats de defensa. A més, es va destacar el progrés en les relacions diplomàtiques entre Timor Oriental i Indonèsia i es va fer èmfasi en el progrés respecte a la seguretat, la demarcació fronterera i portar a la justícia els responsables de la crisi de Timor Oriental de 1999.
La resolució va destacar la prioritat de millorar les capacitats de la Policia Nacional de Timor Oriental, la transferència d'autoritat de la UNMISET al govern de Timor Oriental i el suport internacional al llarg del procés. En el Consell es va observar una estratègia militar esbossada en un informe del Secretari General Kofi Annan.